# Gomesa riviereana
Gomesa riviereana är en orkidéart som först beskrevs av Wibier, och fick sitt nu gällande namn av Mark W. Chase och Norris Hagan Williams. Gomesa riviereana ingår i släktet Gomesa och familjen orkidéer. Inga underarter finns listade i Catalogue of Life.